# Ferdiš Kostka
Ferdiš Kostka, all'anagrafe Ferdinand Kostka (Stupava, 11 ottobre 1878 – Bratislava, 28 luglio 1951), è stato un ceramista slovacco.
Nel 1946 lo Stato gli conferì il titolo di Artista nazionale, fu il primo ceramista a ricevere quest'onorificenza. Nella sua produzione si mescolano il folklore di Stupava, la ceramica habana e motivi figurativi moderni. Le sue statue di maiolica riflettono il suo tempo e la vita quotidiana della gente comune.

## Biografia
Nacque nel 1878, settimo figlio del modellatore di anfore Karol Kostka. La famiglia del padre traeva origine dall'antica famiglia dei Putz di Stupava, divisa in numerosi rami. Questa famiglia aveva antenati habani, i Putz di Malacky. Quando Ferdiš aveva otto anni, il padre morì e il fratello maggiore Ján Kostka prese le redini dell'impresa familiare. Ferdiš era stato nel laboratorio sin dalla più tenera infanzia, dopo aver terminato la scuola a tredici anni vi si dedicò a tempo pieno per imparare l'arte della ceramica. Quando nel 1894 terminò di imparare il mestiere e superò l'esame di apprendistato, rimase a lavorare con suo fratello nel loro laboratorio ereditato. Realizzavano una graziosa maiolica, scegliendo per i loro disegni motivi del repertorio tradizionale.
Alla fine del XIX secolo Ferdiš Kostka amplia la gamma di prodotti del laboratorio con le sue statuette e le sue sculture di ceramica. All'inizio è stato ispirato dallo stile rococò delle più antiche ceramiche di Stupava. Modellava cinesini e cinesine, quaglie, giardinieri con ampi cappelli, rane e pesci.
Durante il periodo dell'attività condivisa con il fratello Ján, organizzarono anche mostre collettive della produzione di Stupava ad esposizioni nazionali e internazionali. Cercavano nuove maniere, per uscire dal cliché tradizionale ripetuto meccanicamente. Durante questo periodo crebbe anche la richiesta di ceramiche con motivi folcloristici, anche da parte della nobiltà, che le considerava un investimento adeguato.
Il laboratorio dei fratelli Kostka forniva oggetti di uso comune e maioliche decorative per il mercato di Vienna. Per questa produzione venivano usate le forme tradizionali di Stupava. Fabbricavano zuccheriere, set da caffè, bomboniere, tazze, piattini, anfore e piatti decorativi e ciotole con scene di caccia e d'amore.
Oltre a questo stile "signorile" per il mercato austriaco, i fratelli Kostka produceva anche anfore per le nozze, vasi, ciotole e piatti, che riflettevano la sintesi della ceramica habana con la tradizione del laboratorio di Stupava. Un nuovo tema originale fu impiegato nella ceramica per il mercato slovacco. Era una decorazione figurativa spesso a tema umoristico e con ambientazione contadina.
Fino al 1913 Ferdiš lavorò con suo fratello Ján. Il loro laboratorio era già famoso nel mondo. In quell'anno, Ján Kostka si sposò e si trasferì a Marianka, dove aprì un nuovo negozio di vasi. Ferdiš Kostka rimase a condurre da solo, il laboratorio di suo padre, con l'aiuto della sorella Mária. All'inizio della Prima guerra mondiale, tuttavia, dovette arruolarsi e nell'officina rimasero la sorella e i fratelli. Dopo otto mesi al fronte, fu catturato e condotto prigioniero negli Urali. Nel settembre del 1918 fu rimpatriato, grazie a uno scambio di prigionieri. Immediatamente dopo il suo ritorno, dovette affrontare il declino del commercio della ceramica fatta a mano, a causa della concorrenza delle ceramiche industriali. L'officina devastata dalla guerra con la fornace fradicia e il camino crollato esasperarono la magra situazione finanziaria. Durante questa crisi, l'architetto Dušan Jurkovič lo aiutò per assicurare a Kostka il sostegno statale per la ricostruzione del laboratorio di Stupava.
Ferdiš Kostka si concentrò allora sulla vita contemporanea, proprio come suo fratello. Insieme con la sorella Mária, progettò una serie di gruppi con diverse figure raffiguranti il lavoro e il divertimento della gente comune. 
Mária aiutava di continuo Kostka nel suo lavoro, in particolare con le sue buone idee nella progettazione di figure. Una volta ebbe l'avvelenamento da piombo, che era parte degli smalti ceramici. Dopo i suoi primi grandi successi, Ferdiš insegnò il mestiere al nipote Jozef Kostka, che da Marianka venne nel laboratorio dello zio, perché suo padre Ján era morto nel 1919. Jožo Kostka dimostrò di essere molto talentuoso, continuò i suoi studi e divenne un famoso scultore slovacco.
Nel 1930 Ferdiš sposò Františka Jochová, sua parente. Tra il 1931 e il 1932 nacquero due figli, Arnošt e Magda.
Nel 1945, il vicino impatto di una bomba aerea distrusse l'officina di Kostka e in particolare la fornace, in cui aveva appena collocato la produzione semestrale dell'officina per la cottura. Quando iniziò a ristrutturare la fornace, aveva 68 anni. Tuttavia, il tradizionale forno a combustibile solido non funzionò più bene nemmeno dopo la riparazione. Kostka quindi dovette scartare diversi carichi di ceramiche mal cotte.
Dopo la liberazione della Cecoslovacchia, il Centro per l'artigianato (ÚĽUV) soccorse Kostka. Lo mise in grado di dotarsi di una nuova fornace elettrica. Kostka dovette abituarsi alla nuova tecnologia, cosa che fece volentieri: ottenne nuovi successi nella produzione della sua maiolica. Il lavoro tecnicamente facilitato lo ha aiutato nello sviluppo artistico anche in età avanzata. Indagò e migliorò la tecnologia di cottura, adattandone forme e colori. I nuovi prodotti erano impeccabili, i loro colori freschi e la vetrina aveva una lucentezza impeccabile. Nonostante il peggioramento della salute, non interruppe il suo lavoro fino all'ultimo. Il 28 luglio 1951 morì in un ospedale di Bratislava.

### Opera
Espose le sue opere figurative alla Fiera mondiale di Vienna del 1873, alla "Mostra etnografica cecoslovacca" di Praga del 1895, alla mostra del Millennio di Budapest del 1896 e all'Esposizione internazionale di Bruxelles del 1897.
Per le sue sculture in ceramica nel 1937 ricevette un attestato di merito sotto forma di diploma all'Esposizione universale di Parigi.
Nel 1940 un gruppo di artisti e scrittori organizzò la prima mostra collettiva di opere di Kostka nel "Museo dell'arte di Bratislava". Conteneva tutte le sue opere migliori. Le critiche dell'epoca definì queste opere come "poesie in terra".
Nel 1946 lo Stato conferì il titolo di artista nazionale.
Sulla sua tomba a Stupava fu collocato un busto, opera dello scultore accademico Jozef Kostka, suo nipote.
Nel 1968 è stato allestito nella sua casa il Museo Ferdiš Kostka.